# Wouter Weylandt
Wouter Weylandt (Gante, Bélgica, 27 de septiembre de 1984-Mezzanego, Italia, 9 de mayo de 2011) fue un ciclista belga.
Formó parte del equipo Quick Step desde 2005. Esa fue su primera temporada de profesional pero no la pudo empezar debido a una mononucleosis a comienzos de este año. Fue autorizado a hacer su regreso al final de la temporada, durante el cual ganó el GP Ray Schotte. Buen velocista, que tiene que ser parte de los lanzadores de Tom Boonen, pero en carreras menores, era un gran lanzador y cuando no tenía jefe de filas podía jugarse el esprín. Obtuvo cinco éxitos en 2007, incluida su primera victoria en una carrera Pro Tour en el Tour del Benelux.
En la tercera etapa del Giro de Italia 2011, entre Reggio Emilia y Rapallo sufrió una caída en el descenso del Passo del Bocco, necesitando reanimación cardiopulmonar; no pudo superar sus graves lesiones en el cráneo y falleció como consecuencia de esta caída pocos minutos después. Tenía 26 años de edad.
En la siguiente etapa, los participantes fueron en el pelotón durante toda la etapa, y en la llegada todos los corredores de su equipo, junto con su mejor amigo Tyler Farrar, entraron de la mano en recuerdo del ciclista belga. Desde 2012 la organización del Giro, decidió retirar permanentemente el número 108, dorsal que llevaba Weylandt cuando sufrió el fatal accidente.

## Palmarés
2007
- 1 etapa de los Tres Días de Flandes Occidental
- Ronde van Het Groene Hart
- 1 etapa de la Vuelta a Bélgica
- 1 etapa de la Ster Elektrotoer
- 1 etapa del Tour del Benelux

2008
- Nokere Koerse
- 1 etapa de la Vuelta a España
- Circuit de l'Escaut

2009
- Le Samyn
- 1 etapa de los Tres Días de Flandes Occidental

2010
- 1 etapa del Giro de Italia[4]
- 1 etapa del Circuito Franco-Belga
- Gran Premio Stad Sint-Niklaas

## Resultados en Grandes Vueltas
| Carrera | Carrera         | 2005 | 2006 | 2007 | 2008  | 2009 | 2010  | 2011 |
| ------- | --------------- | ---- | ---- | ---- | ----- | ---- | ----- | ---- |
|         | Giro de Italia  | —    | —    | —    | —     | —    | Ab.   | Ab.  |
|         | Tour de Francia | —    | —    | —    | —     | —    | —     | —    |
|         | Vuelta a España | —    | —    | —    | 118.º | Ab.  | 146.º | —    |

—: no participa
Ab.: abandono

## Equipos
- Quick Step (2004[5] -2010)
  - Quick Step-Davitamon (2004)[5]
  - Quick Step (2005)
  - Quick Step-Innergetic (2006-2007)
  - Quick Step (2008-2010)
- Leopard-Trek (2011)